# Porcellionides aternanus
Porcellionides aternanus is een pissebed uit de familie Porcellionidae. De wetenschappelijke naam van de soort is voor het eerst geldig gepubliceerd in 1931 door Karl Wilhelm Verhoeff.